# Liste der Botschafter der Vereinigten Staaten in Nepal

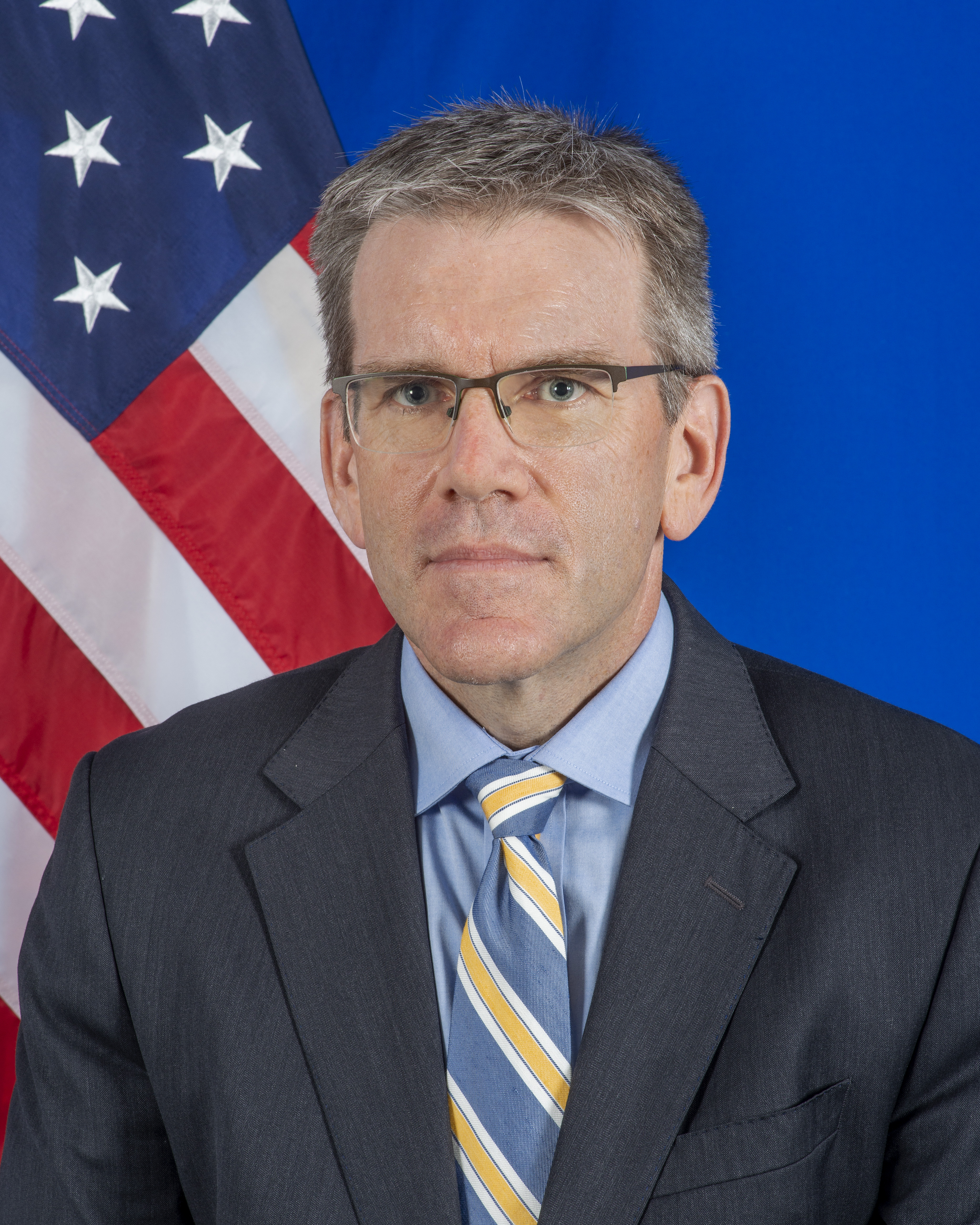
Dean R. Thompson, derzeitiger Botschafter in Nepal

Der Botschafter der Vereinigten Staaten von Amerika in Nepal ist der bevollmächtigte Botschafter der Vereinigten Staaten von Amerika in Nepal.

## Botschafter
| Amtszeit  | Name                      | Bemerkungen                                                                                                  |
| --------- | ------------------------- | --- |
| 1948      | Henry Francis Grady       | Envoy Extraordinary and Minister Plenipotentiary, seit 1947 akkreditiert in Indien, stationiert in Neu Delhi |
| 1948–1951 | Loy Wesley Henderson      | Envoy Extraordinary and Minister Plenipotentiary, akkreditiert in Indien, stationiert in Neu Delhi           |
| 1952–1953 | Chester Bliss Bowles      | Akkreditiert in Indien, stationiert in Neu Delhi                                                             |
| 1953–1954 | George Venable Allen      | Akkreditiert in Indien, stationiert in Neu Delhi                                                             |
| 1955–1956 | John Sherman Cooper       | Akkreditiert in Indien, stationiert in Neu Delhi                                                             |
| 1957–1959 | Ellsworth Bunker          | 1957–1961 akkreditiert in Indien, stationiert in Neu Delhi                                                   |
| 1959–1966 | Henry Endicott Stebbins   | |
| 1966–1973 | Caroline Clendening Laise | |
| 1973–1976 | William Ira Cargo         | |
| 1976–1977 | Marquita Moseley Maytag   | |
| 1977–1980 | Louis Douglas Heck        | |
| 1980–1981 | Philip R. Trimble         | |
| 1981–1984 | Carleton Stevens Coon Jr. | |
| 1984–1987 | Leon Jerome Weil          | |
| 1988–1989 | Milton Frank              | |
| 1989–1993 | Julia Chang Bloch         | |
| 1994–1997 | Sandra Louise Vogelgesang | |
| 1997–2001 | Ralph Frank               | |
| 2001–2004 | Michael E. Malinowski     | |
| 2004–2007 | James F. Moriarty         | |
| 2007–2009 | Nancy Jo Powell           | |
| 2010–2012 | Scott H. DeLisi           | |
| 2012–2015 | Peter William Bodde       | |
| 2015–2018 | Alaina B. Teplitz         | |
| 2018–2022 | Randy W. Berry            | |
| 2022–     | Dean R. Thompson          | |